# 土地 (1987年のテレビドラマ)
『土地』（とち、原題：토지〈土地〉）は、韓国放送公社 (KBS) にて1987年から1989年にかけて放送された韓国の連続テレビドラマ。原作は韓国の小説家朴景利が書いた大河小説『土地』で、主人公ソヒ（西姫）役を放送開始当時20歳だったチェ・スジが演じた。
本作は1979年から1980年にかけて同じくKBSで放送された『土地』に続く2度目のテレビドラマ化作品で、1994年に完成することになる原作小説全5部のうち第4部までが映像化された。

## 放送・配信
韓国放送公社のKBS 1TVにて1987年10月24日から1989年8月6日まで「KBS大河ドラマ」として全103回にわたって放送された。そのうち第1部は1987年10月24日から1988年4月9日まで、第2部は1988年4月16日から1988年8月28日まで、第3部は1988年10月16日から1989年3月19日まで、第4部は1989年4月2日から1989年8月6日まで放送された。
2022年4月時点で全103回がWAVVEで配信されている。ただし2022年4月時点で日本では再生できない。

## 受賞
1988年のKBS演技大賞で尹（ユン）夫人役を演じたパン・ヒョジョンが大賞を受賞した他、任（イム）の母役のパク・ウォンスクが最優秀女性演技賞、趙俊九（チョ・ジュング）役のヨン・ギュジンが優秀男性演技賞、西姫（ソヒ）役のチェ・スジが女性新人演技賞を受賞した。

## 配役

### 主要人物
- 崔西姫（チェ・ソヒ）：チェ・スジ（朝鮮語版）
- 金吉祥（キム・ギルサン）：ユン・スンウォン（朝鮮語版）[6]
- 鳳順（ポンスン）：キム・ヒジン
- 李相鉉（イ・サンヒョン）：ペク・チュンギ[7]
- 金巨福（キム・ゴボク）：ペク・インチョル

### 崔家の関連人物
- 尹（ユン）氏夫人：パン・ヒョジョン（朝鮮語版）[7]
- 崔致修（チェ・チス）：テ・ミニョン[7]
- 金環（キム・ファン） / 九泉（クチョン）：キム・ヨンチョル[7]
- 洪（ホン）氏：キム・ソンニョ
- 貴女（クィニョ）：キム・ミョンヒ
- 鳳順の母：サ・ミジャ
- カンナン婆さん：チョン・エラン
- 金書房（キムソバン）：ハ・デギョン
- 趙俊九（チョ・ジュング）：ヨン・ギュジン（朝鮮語版）
- 趙ピョンス：イ・ヨンジェ

### 平沙里の住人と関連人物
- 李龍（イ・ヨン、ヨンイ）：イム・ドンジン（朝鮮語版）[7][6]
- 李ホン：チェ・ソンジュン
- チャンイ：イ・ジュギョン
- 月仙（ウォルソン）：ソヌ・ウンスク（朝鮮語版）
- 江清宅（カンチョンテク）：ヨン・ウンギョン（朝鮮語版）
- 任（イム）の母：パク・ウォンスク（朝鮮語版）[6]
- 任（イム、イミ）：アン・ムンスク
- 七星（チルソン）：ペク・チャンギ
- 金平山（キム・ピョンサン）：イ・チウ
- 咸安宅（ハマンテク）：ヨ・ウンゲ[7]
- 金永八（キム・ヨンパル）：ミン・ジファン
- 李東晋（イ・ドンジン）：ヤン・ジェソン
- 許潤保（ホ・ユンボ）：キム・ソンギョム
- 文（ムン）医員：イ・ジョンマン
- 金漢福（キム・ハンボク）：ソヌ・ジェドク

### 西姫の関連人物
- 崔還国（チェ・ファングク）：キム・ミンジョン
- 崔允国（チェ・ユングク）：イ・マンソン
- イ・ヤンヒョン：キム・ダヘ
- チャン・ヨンハク：イム・ヒョクチュ

### 独立運動の関連人物
- 柳仁実（ユ・インシル）：パク・チュングム
- 緖方次郞：カン・テギ

### イム・ミョンヒの関連人物
- イム・ミョンヒ：イ・ギョンピョ（配役交代後）
- チョ・ヨンハ：ホン・ヨソプ

### 間島の龍井の関連人物
- 孔（コン）老人：シン・グ[6]
- 孔松愛（コン・ソンエ）：ユン・ユソン

### その他の人物
- ソン・グァンス：キム・ソンファン
- パク・ヒョヨン / 金介周（キム・ゲジュ）：オ・ヨンガプ
- 牛観（ウグァン）：パク・ピョンホ
- 恵観（ヘグァン）：パク・ヨンシク
- スギ：イ・ジュヒ
- ソ・ジガム：チェ・ジョンフン

## スタッフ
- 脚本：キム・ハリム（第1、3、4部）、キム・ウォンソク（第2部）
- 演出：朱一晴[1]（チュ・イルチョン、総指揮）、ユン・フンシク（第1-2部）、ユン・ヨンムク（第1部）、イ・ノギョン（第1部）、オ・ドンソク（第3部）、チョン・ウリョン（第3部）、リュ・シヒョン（第4部）